# بونزوني
بونزوني (بالإيطالية: Ponzone)‏ هي بلدية في مقاطعة ألساندريا في إقليم بييمونتي في إيطاليا.

## السكان
في سنة 1861 بلغ عدد السكان 3٬434 نسمة، وتطور العدد ليصل في سنة 2011 لـ 1٬071 نسمة.
يظهر هذا المخطط البياني تطور النمو السكاني لـ بونزوني